# Jugosławia na Letnich Igrzyskach Olimpijskich 1960
Jugosławię na Letnich Igrzyskach Olimpijskich 1960 reprezentowało 116 zawodników (107 mężczyzn i 9 kobiet). Był to dziewiąty start reprezentacji Jugosławii na letnich igrzyskach olimpijskich.

## Zdobyte medale
| Medal       | Zawodnik | Konkurencja                   | Rezultat                                                                     |
| Piłka nożna | Piłka nożna | Piłka nożna                   | Piłka nożna                                                                  |
| ----------- | --- | ----------------------------- | ---------------------------------------------------------------------------- |
| Złoto       | Ante Žanetić, Andrija Anković, Vladimir Durković, Milan Galić, Fahrudin Jusufi, Tomislav Knez, Borivoje Kostić, Aleksandar Kozlina, Dušan Maravić, Željko Matuš. Željko Perušić. Novak Roganović, Velimir Sombolac, Milutin Šoškić, Silvester Takač, Blagoja Vidinić | mężczyźni                     | W finale reprezentacja Jugosławii pokonała reprezentację Danii 3:1           |
| Zapasy      | |                               |                                                                              |
| Srebro      | Branko Martinović | waga lekka w stylu klasycznym | W finale Branko Martinović przegrał z reprezentantem ZSRR Avtandilem Koridze |